# 1824: Арканзаська війна
1824: Арканзаська війна (англ. 1824: The Arkansas War) — роман в жанрі альтернативної історії американського письменника Еріка Флінта, опублікований 2006 року.

## Короткий зміст сюжету
Події розгортаються в 1824 і 1825 роках, через десять років після подій роману «1812 року: Річки війни». Під впливом Сема Г'юстона, спеціального уповноваженого у справах індіанців, Сполучені Штати, підписали угоду з південними індіанськими племенами, яка засновує конфедерацію вождів на території, яка в наш час складається зі штату Арканзас на захід від Ред-Рівер і штат Оклахома без Панхендла, приблизно в межах історичної території Арканзас. Як наслідок, племена півдня Сполучених Штатів, особливо черокі, добровільно залишили південно-східн Сполучених Штатів, залишивши свої багатства та владу недоторканими, на відміну від їхнього остаточного та руйнівного примусового виселення у 1838 році за нашою шкалою часу.
Незабаром після цього в Луїзіані Генрі Кроуелл, вільний чорношкірий чоловік і один з офіцерів Залізного батальйону, який переміг у битві за Міссісіпі, яка в романі була битвою, яка у січні 1815 року врятувала Новий Орлеан від британців, образив місцеве креольське керівництво, залицяючись за креолкою. Ловці рабів вистежили Кроуелла і кастрували його. У помсту Залізний батальйон мобілізувався, зруйнував будинки креольської верхівки і розгромив луїзіанське ополчення, яке прийшло за ними, щоб придушити «повстання рабів», що згодом стало відомим як «Алжирський інцидент». Незабаром після цього Кроуелл і Залізний батальйон переїхали до Арканзасу.
Найсхіднішим вождем Арканзасом керує Патрік Дріскол, який отримав прізвисько «Лерд Арканзасу». Під час Ніагарської кампанії він був старшим сержантом бригади під командуванням Вінфілда Скотта. Арканзас заборонив рабство і швидко став магнітом для вільновідпущеників по всій території Сполучених Штатів, які змушені покинути свої рідні штати під впливом таких людей, як Генрі Клей і Джон С. Калхун, які змушують штати прийняти Закони про виключення вільновідпущеників.
На початку книги одна з таких сімей, сім'я Паркерів, після того, як голову родини вбиває натовп білих, залишає Балтімор, штат Меріленд. Їх зупиняють на річці Огайо ловці рабів, які планують доставити їх перед частковим суддею, оголосити рабами-втікачами та продати в рабство. Однак перш ніж ловці рабів можуть витягти Паркерів, втручається партія аболіціоністів на чолі з Джоном Брауном і його братом Соломоном Брауном, і сім'я може продовжити свою подорож.

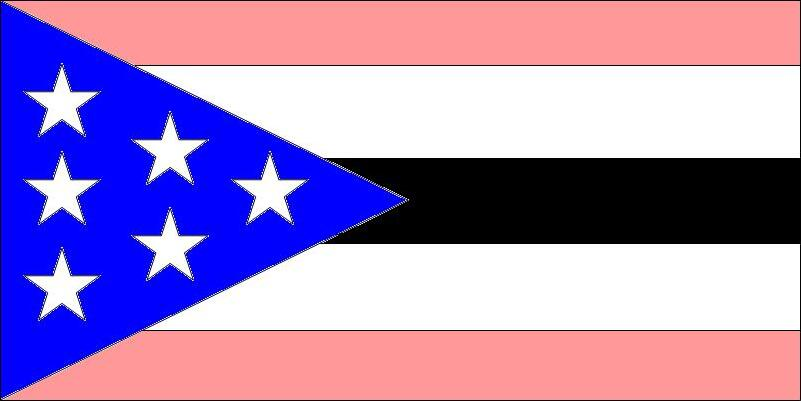
Прапор «армії Арканзасу»

Коли Паркери прибувають у Нью-Антрім, столицю Арканзасу, вони дізнаються, що банк Кроуелла позичить родині гроші, щоб почати все знову, якщо чоловіки приєднаються до армії Арканзасу. Шеффілд Паркер і його дядько Джем залучаються і проходять суворий режим тренувань. Тим часом Клей таємно фінансує експедицію на чолі з Робертом Кріттенденом для нападу на Арканзас. Експедиція зазнає невдачі, але Клей використовує цю невдачу як важіль, щоб стати новим президентом Сполучених Штатів після Джеймса Монро. Незабаром дружина Г'юстона, Марія, випадково потрапляє під постріл вбивці з Джорджії, який цілився в самого Г'юстона в помсту за його ліберальні погляди на расу. Г'юстон і його син Ендрю Джексон Г'юстон їдуть до Арканзасу, щоб допомогти Дрісколу і Россу в майбутній війні зі Сполученими Штатами.
Роман закінчується 1825 роком, коли Сполучені Штати починають війну проти Арканзасу (як АС справжньої громадянської війни в Америці). Тим часом різноманітна група політиків, очолювана Джоном Квінсі Адамсом та Ендрю Джексоном, які програли на виборах 1824 року, збирається, щоб створити нову політичну партію, яка протистоїть і переможе Клея, а також працюватиме для остаточного припинення рабства в усіх штатах після закінчення президентського терміну Клая.

## Історичні особи, які постають у романі
- Джон Квінсі Адамс, держсекретар США та кандидат у президенти в 1824 році, який на цій шкалі часу не виграє президентство, а натомість об'єднується з Ендрю Джексоном в опозиції до Генрі Клея.
- Джон Браун, борець за скасування рабства, який у цей час оселяється в Арканзасі та продовжує свою боротьбу за скасування рабства.
- Джулія Чінн, дружина Річарда М. Джонсона.
- Вільям Каллен Брайант, поет і журналіст, який у цій хронології висвітлює як експедицію Кріттендена, так і війну в Арканзасі.
- Джон Колдвелл Келхун, сенатор США та військовий міністр під час війни в Арканзасі. Хоча Келхун не з'являється «на сцені», його захист різноманітних законів про виключення вільновідпущеників, його презирство до ліберальної расової політики Конфедерації Арканзасу та його бажання розгромити Конфедерацію, а також роль, яку він відіграє у виборах Генрі Клей на посаду президента робить його однією з найважливіших фігур у романі.
- Генрі Клей, спікер Палати представників і, на цій шкалі часу, переможець президентства в 1824 році.
- Дувалі, вождь черокі
- Вільям Генрі Гаррісон, американський генерал, якому на цій шкалі часу доручено очолити армію вторгнення в Арканзас зі сходу.
- Сем Г'юстон, американський чиновник, а на даному етапі — бригадний генерал армії Арканзасу.
- Ендрю Джексон, сенатор США, який на цій шкалі часу стає союзником Джона Квінсі Адамса в опозиції до Генрі Клея.
- Річард Ментор Джонсон, сенатор США, який у цей час, поки його афроамериканка та їхні діти шкільного віку перебувають в Арканзасі, щоб продовжити навчання, об'єднується з Ендрю Джексоном і Джоном Квінсі Адамсом в опозиції до Генрі Клея.
- Джозайя Джонстон, американський політик
- Джеймс Монро, президент Сполучених Штатів з 1817 по 1825 рік.
- Пітер Портер, американський політик
- Пушматаха, вождь чокто
- Джон Рідж, видавець черокі та офіцер Конфедерації
- Майор Рідж, лідер черокі
- Джон Росс, лідер черокі
- Вінфілд Скотт, американський генерал, який на цій шкалі залишає свою посаду після обрання Генрі Клея та стає журналістом, повідомляючи про війну в Арканзасі на місці події.
- Генрі Шрив, пароплавний підприємець, який у цій часовій шкалі є співвласником пароплавної франшизи на річці Арканзас, що обслуговує країну Арканзас.
- Закарі Тейлор, офіцер армії США, якому на цій шкалі часу доручено керувати армією, яка загрожує Арканзасу з півночі.
- Бак Воті, видавець із черокі та офіцер Конфедерації.
- Роберт Кріттенден, керівник флібустьєрської експедиції в Арканзас. У реальній історії він був губернатором території Арканзас у 1828—1829 роках.
- Джозеф Тоттен, інженер армії США, який у цій часовій шкалі є майором служби в Арканзасі та командиром у Arkansas Post під час рейду Кріттендена.
- Роберт Росс, генерал британської армії . У реальній історії Росс помер у 1814 році, очолюючи атаку на Балтімор, штат Меріленд, але в цій часовій шкалі він вижив і став прихильником аболіціонізму у Сполученому Королівстві, зрештою відправившись до Америки, де, на його думку, він може найкраще служити справі, допомагаючи Арканзасу у військових справах.
- Чарльз Болл, генерал армії Арканзасу, другий командувач після Дріскола. Спочатку він був навідником у ВМС США під час війни 1812 року і, волею долі, закінчив служити з відзнакою під керівництвом Сема Г'юстона та Патріка Дріскола як у битві за Капітолій, так і в битві за Міссісіпі. Завдяки його доблесті та здібностям Ендрю Джексон дав йому доручення, зробивши його першим афроамериканцем, який став офіцером армії США.